# Waschhaus (Vétheuil)

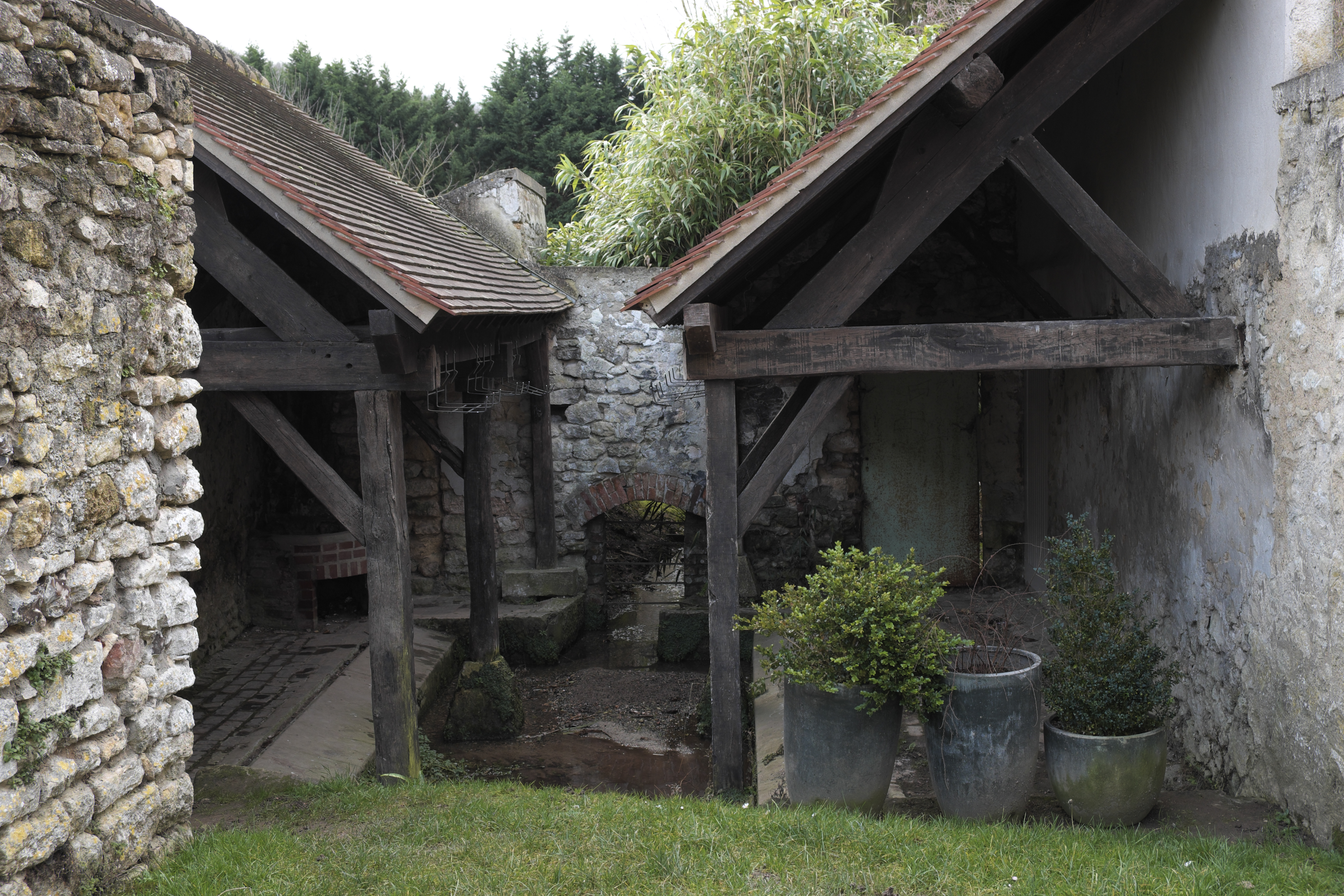
Waschhaus in Vétheuil

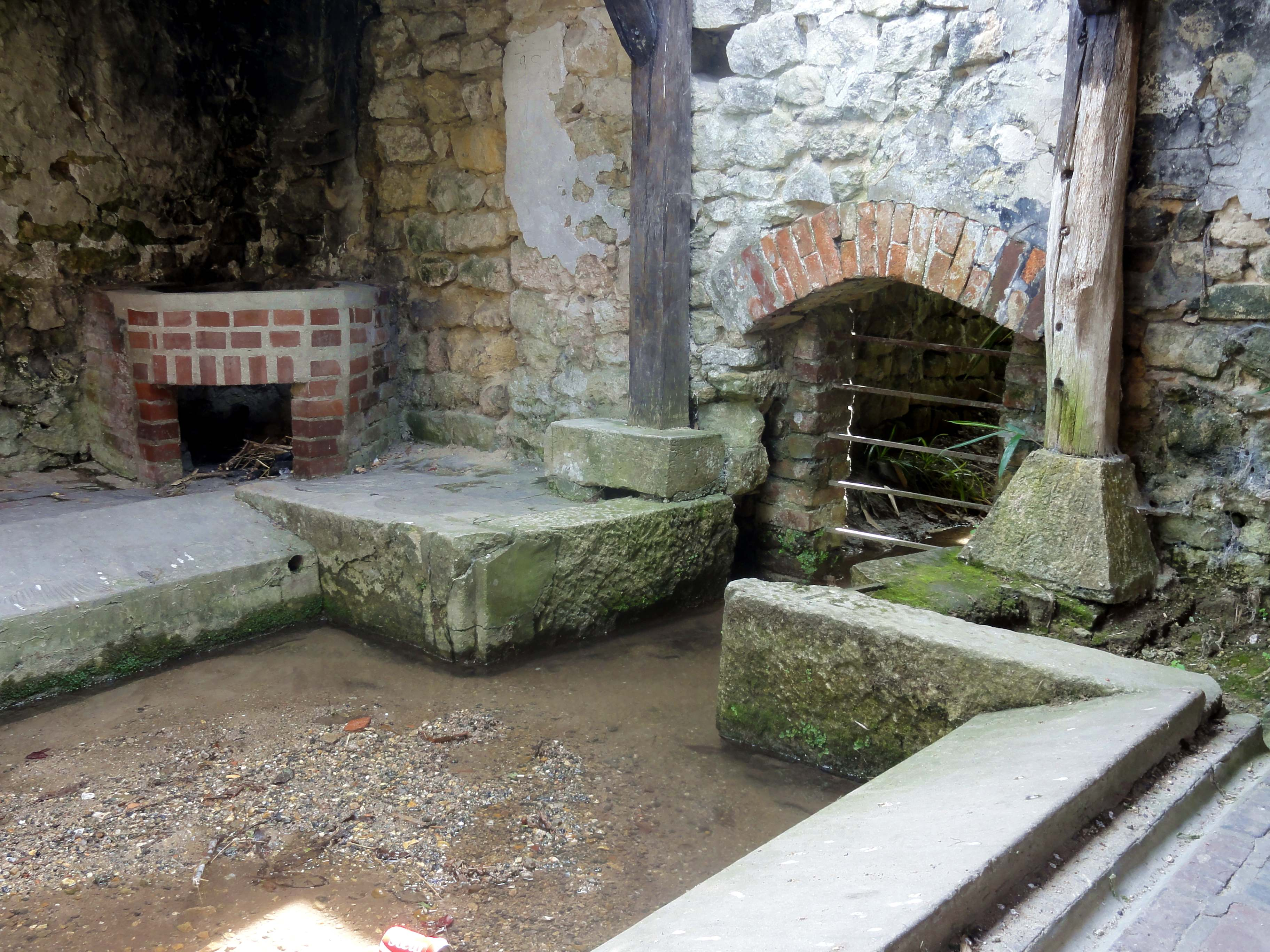
Rundofen in der Ecke

Das Waschhaus (französisch lavoir) in Vétheuil, einer französischen Gemeinde im Département Val-d’Oise in der Region Île-de-France, wurde 1858 an der Stelle eines Vorgängerbaus errichtet. Das öffentliche Waschhaus mit Pultdächer steht im Impasse du Lavoir. 
In einer Ecke steht ein gemauerter Ofen, um heißes Wasser für Kochwäsche zu erzeugen.